# Ambernac
Ambernac – miejscowość i gmina we Francji, w regionie Nowa Akwitania, w departamencie Charente.
Według danych na rok 1999 gminę zamieszkiwały 422 osoby, a gęstość zaludnienia wynosiła 14 osób/km² (wśród 1467 gmin regionu Poitou-Charentes Ambernac plasuje się na 605. miejscu pod względem liczby ludności, natomiast pod względem powierzchni na miejscu 159.).